# Jhon Reynaga
Jhon Arquímides Reynaga Soto (n. Huancayo, Junín, Perú, 27 de enero de 1974) es un político peruano. Ha sido electo Congresista de la República del Perú para el período 2011-2016 por la región de Apurímac. 
Se graduó como ingeniero civil en el año 1996 en la Universidad Peruana Los Andes de Huancayo. Realizó un curso de topografía en Sencico en 1995, y cuenta con un diplomado en gobernabilidad y buen gobierno obtenido en 2007 en la Universidad Nacional de Huancavelica. Ha trabajado en el ámbito público para gobiernos municipales y regional en Apurímac y para el Ministerio de Vivienda, y en el ámbito privado en Constructora Reynaga SAC. 
Residente en Andahuaylas desde el año 2000, en 2002 se integró como militante al Frente Popular Llapanchik, por el que fue elegido regidor provincial en Andahuaylas en las elecciones regionales y municipales de ese mismo año para el período 2003-2006. En las siguientes elecciones municipales y regionales, realizadas en 2006, volvió a postular al mismo cargo por el Partido Nacionalista Peruano, pero no resultó reelecto. 
En las elecciones parlamentarias realizadas en el Perú el 10 de abril de 2011 postuló como candidato al Congreso por la circunscripción de Apurímac por el partido Gana Perú. Obtuvo 12.921 votos preferenciales, duplicando en votos al otro congresista que salió elegido; resultando electo congresista para el período 2011-2016.